# Anhalt-Bitterfeld
Anhalt-Bitterfeld là một huyện ở Saxony-Anhalt, Đức. Thủ phủ là Köthen (Anhalt). 

## Lịch sử
Huyện được thành lập thông qua việc sáp nhập các huyện Bitterfeld, Köthen và một phần Anhalt-Zerbst trong cuộc cải cách năm 2007

## Xã và đô thị
| Thị trấn | Xã                                      |
| --- | --------------------------------------- |
| 1. Aken (Elbe) 2. Bitterfeld-Wolfen 3. Köthen (Anhalt) 4. Raguhn-Jeßnitz 5. Sandersdorf-Brehna 6. Südliches Anhalt 7. Zerbst 8. Zörbig | 1. Muldestausee 2. Osternienburger Land |